# Военно-воздушные силы Латвии
Военно-воздушные силы Латвии (латыш. Latvijas Gaisa spēki) — один из видов вооруженных сил Латвии.

## Структура
Авиационная база ВВС (латыш. Gaisa spēku aviācijas bāze)
- Штаб авиабазы (латыш. Aviācijas bāzes štābs)
- Эскадрилья наблюдения за воздушным пространством (латыш. Gaisa telpas novērošanas eskadriļa)
- Авиационная эскадрилья (латыш. Aviācijas eskadriļa)
- Дивизион ПВО (латыш. Pretgaisa aizsardzības divizions)

## Пункты базирования
- ВВБ Лиелварде
- ВВБ Даугавпилс
- ВВБ Резекне

## Боевой состав
| Обозначение формирования или части | Вооружение и оснащение | Место расположения |
| ---------------------------------- | ---------------------- | ------------------ |
| Штаб ВВС Латвии                    |                        | Рига               |

## Техника и вооружение
| Изображение           | Тип                   | Производство          | Назначение                  | Количество             | Примечания             |
| Транспортные самолёты | Транспортные самолёты | Транспортные самолёты | Транспортные самолёты       | Транспортные самолёты  | Транспортные самолёты  |
| --------------------- | --------------------- | --------------------- | --------------------------- | ---------------------- | ---------------------- |
|                       | Ан-2Т                 | СССР                  | Военно-транспортный самолёт | 4                      |                        |
| Вертолёты             |                       |                       |                             |                        |                        |
|                       | Sikorsky UH-60M       | США                   | Многоцелевой вертолёт       | 2                      | Всего были заказаны 4. |
| Учебные самолёты      |                       |                       |                             |                        |                        |
|                       | Pelegrin Tarragon     | Латвия                | Учебный самолёт             | 2                      |                        |
| ПВО                   |                       |                       |                             |                        |                        |
|                       | RBS-70                | Швеция                | ПЗРК                        | Неизвестное количество |                        |
|                       | L70                   | Швеция                | 40-мм зенитная пушка        | 24                     |                        |

## Опознавательные знаки
- Опознавательный знак ВВС Латвии

### Эволюция опознавательных знаков
| Опознавательный знак | Знак на фюзеляж | Знак на киль | Когда использовался            | Порядок нанесения |
| -------------------- | --------------- | ------------ | ------------------------------ | ----------------- |
|                      | нет             |              | 1919                           |                   |
|                      |                 |              | 1919                           |                   |
|                      |                 |              | 1919 — 1940                    |                   |
|                      |                 | нет          | с 1992 года по настоящее время |                   |

## Знаки различия
| Офицеры                                     | Офицеры                            | Офицеры                     | Офицеры                              | Офицеры             | Офицеры                                             | Офицеры         | Офицеры           | Офицеры                         | Офицеры             |
|                                             | генералы                           | генералы                    | генералы                             | старшие офицеры     | старшие офицеры                                     | старшие офицеры | младшие офицеры   | младшие офицеры                 | младшие офицеры     |
| ------------------------------------------- | ---------------------------------- | --------------------------- | ------------------------------------ | ------------------- | --------------------------------------------------- | --------------- | ----------------- | ------------------------------- | ------------------- |
| Погоны к повседневной/ полевой форме одежды |                                    |                             |                                      |                     |                                                     |                 |                   |                                 |                     |
| Звание                                      | Генерал-лейтенант Ģenerālleitnants | Генерал-майор Ģenerālmajors | Бригадный генерал Brigādes Ģenerālis | Полковник Pulkvedis | Полковник-лейтенант (подполковник) Pulkvežleitnants | Майор Majors    | Капитан Kapteinis | Старший лейтенант Virsleitnants | Лейтенант Leitnants |
| Код НАТО                                    | OF-8                               | OF-7                        | OF-6                                 | OF-5                | OF-4                                                | OF-3            | OF-2              | OF-1                            | OF-1                |

| Рядовой состав                              | Рядовой состав                        | Рядовой состав                        | Рядовой состав                  | Рядовой состав                   | Рядовой состав   | Рядовой состав  | Рядовой состав                  | Рядовой состав   |
|                                             | сержанты                              | сержанты                              | сержанты                        | сержанты                         | сержанты         | рядовые         | рядовые                         | рядовые          |
| ------------------------------------------- | ------------------------------------- | ------------------------------------- | ------------------------------- | -------------------------------- | ---------------- | --------------- | ------------------------------- | ---------------- |
| Погоны к повседневной/ полевой форме одежды |                                       |                                       |                                 |                                  |                  |                 |                                 |                  |
| Звание                                      | Сержант-майор Augstākais virsseržants | Мастер-сержант Galvenais virsseržants | Штаб-сержант Štāba virsseržants | Сержант 1-го класса Virsseržants | Сержант Seržants | Капрал Kaprālis | Рядовой 1-го класса Dižkareivis | Рядовой Kareivis |
| Код НАТО                                    | OR-9                                  | OR-8                                  | OR-7                            | OR-6                             | OR-5             | OR-4            | OR-3                            | OR-1             |